# Apsilochorema oxypages
Apsilochorema oxypages är en nattsländeart som beskrevs av Arturs Neboiss 1984. Apsilochorema oxypages ingår i släktet Apsilochorema och familjen Hydrobiosidae. Inga underarter finns listade i Catalogue of Life.